# Yehuda Margosa
 (août 2025).
 (août 2025).
Rabbi Raphaël Yehouda Menachem Levy, connu sous le nom de Yehouda Maragoza (en hébreu : יהודה מרגוזה), né en 1783 à Sarajevo et mort en 1879 à Jafffa, est un rabbin qui, en 1825, par mission des rabbins de Jérusalem, établit la communauté juive de Jaffa, d'où se développe plus tard la ville de Tel-Aviv. Il est le rabbin et le protecteur des Juifs de Jaffa jusqu'à sa mort en 1879. Il figure parmi les premiers agriculteurs juifs du 19e siècle en Terre d'Israël,.

## Biographie
Raphaël Yehouda ben Menachem Levy est né à Sarajevo en Bosnie-Herzégovine (alors partie de l'Empire ottoman) en 1783. Il étudie en yeshiva et enseigne dans sa ville natale. Plus tard il s'installe à Ragusa (aujourd'hui Dubrovnik), d'où lui vient l'épithète « Maragoza ». En 1801, à l'âge de 18 ans, il monte en Terre d'Israël et poursuivit ses études en yeshiva à Jérusalem pendant dix-huit ans, commençant ensuite à exercer des fonctions rabbiniques à Jérusalem.
En 1819 il part pour une mission (shadar) à Constantinople (קושטא / Istanbul) où il demeura six ans. Là il rencontra le rabbin Yehuda Bibas (יהודה ביבאס), petit-fils de l'« Or HaHayyim », dont l'idéologie de l'aliyah eut une grande influence sur lui ; il revint ensuite à Jérusalem. Il parlait six langues (hébreu, arabe, serbe, français, turc et ladino) et s'opposait à la distribution régulière des fonds de la diaspora (החלוקה / halouka).

### Rabbin de Jaffa
Après son retour de mission à Constantinople, en 1825, il fut nommé par les rabbins de Jérusalem pour représenter la communauté à Jaffa et accueillir les nouveaux arrivants. À cette époque il n'y avait pas de communauté juive organisée à Jaffa : les Juifs débarquant au port restaient souvent sans assistance. Le rabbin vécut d'abord isolé, visitant parfois Jérusalem.
En 1829 il persuade douze rescapés d'un navire d'immigrants en provenance du Maroc (naufragé près d'Acre) de le rejoindre et de s'établir à Jaffa, constituant parmi les premiers foyers juifs de la ville. Progressivement d'autres Juifs vinrent à Jaffa et la communauté se composa d'éléments ashkénazes et séfarades.
En 1834 il initia la création du cimetière juif de Jaffa ; jusque-là les défunts étaient généralement conduits à Jérusalem pour être inhumés (pour des raisons halakhiques et pratiques). L'établissement d'un cimetière à Jaffa accompagna la croissance et la stabilisation de la communauté locale.
En 1840 il fut nommé par le « Haham Bashi » (le grand rabbin séfarade de Jérusalem, alors ראשון לציון) — le rabbin Haim Abraham Gagin (חיים אברהם גאגין) — pour servir comme rabbin des Juifs de Jaffa : ce mandat marque la renaissance de la communauté après une épidémie qui avait durement touché la population.
En 1842, avec le hakham Abraham Penso (אברהם פנסו) et le hakham Yehiel Becher (יחיאל בכר), il acheta une parcelle de 103 dounams sur les rives du Nahal Ayalon (ouadi Musrara), au nord-est de Jaffa (le futur quartier Montefiore). Il planta un verger de 5 310 arbres, dont 2 210 agrumes. Dans une lettre adressée en 1853 à Sir Moses Montefiore il écrit : « בחסדי האל, הריני מצהיר בזה, שאני הוא באמת הישראלי הראשון שבא הנה ליפו... אעשה ככל שביכולתי לעודד עבודת אדמה בין אנשי קהילתי המונה שבעים משפחות ».
En 1863, face au développement de la communauté, il initia le « conseil de la ville de Jaffa » (ועד העיר יפו), première instance publique locale non organisée sur une base communautaire (réunissant séfarades et ashkénazes). L'une des premières actions de ce conseil fut de fonder une section locale de la société « Kol Israel Chaverim » (כי"ח), avec Haim Amselag (חיים אמזלאג) comme président. La correspondance du conseil avec la maison mère de « Kol Israel Chaverim » à Paris permit l'ouverture d'une école pour garçons à Jaffa, fondée le 12 mars 1868.

### Activités pré-sionistes
Yehouda Maragoza est considéré, avec Yehuda Alkalai (יהודה אלקלעי) et les disciples de Yehuda Bibas, parmi les précurseurs du sionisme politique, prônant l'établissement d'implantations agricoles autonomes et s'opposant aux fonds d'entretien externes (החלוקה). Il proposa à Moses Montefiore la création d'une colonie agricole et œuvra pour que les Juifs de Jaffa tirent leurs moyens de subsistance de l'agriculture. Il encouragea également Charles Netter (קרל נֶטֶר) dans la fondation de l'école agricole « Mikvé Israel » (מקוה ישראל), aidant aux démarches d'acquisition des terres via ses contacts.
En 1855 le verger acquis par Yehouda Levy et ses partenaires fut acheté par Sir Moses Montefiore et devint le « Pardes Montefiore » (פרדס מונטיפיורי), le site correspondant aujourd’hui au quartier Montefiore de Tel-Aviv.
En 1871 (שנת תרל"א), à l'âge de 90 ans, il se rendit en Égypte pour solliciter l'appui du baron de Menashe en faveur de la création d'une maison d'étude (batei-talmud-torah) à Jaffa, nécessaire vu l'augmentation de la population juive. À Alexandrie il entra dans un atelier de photographie et se fit portraiturer : il s'agit de sa seule photographie connue.
À la fin de sa vie il envoya une lettre de bénédiction à la cérémonie de fondation de Petah-Tikva, saluant les fondateurs de la première colonie agricole moderne.

## Mort

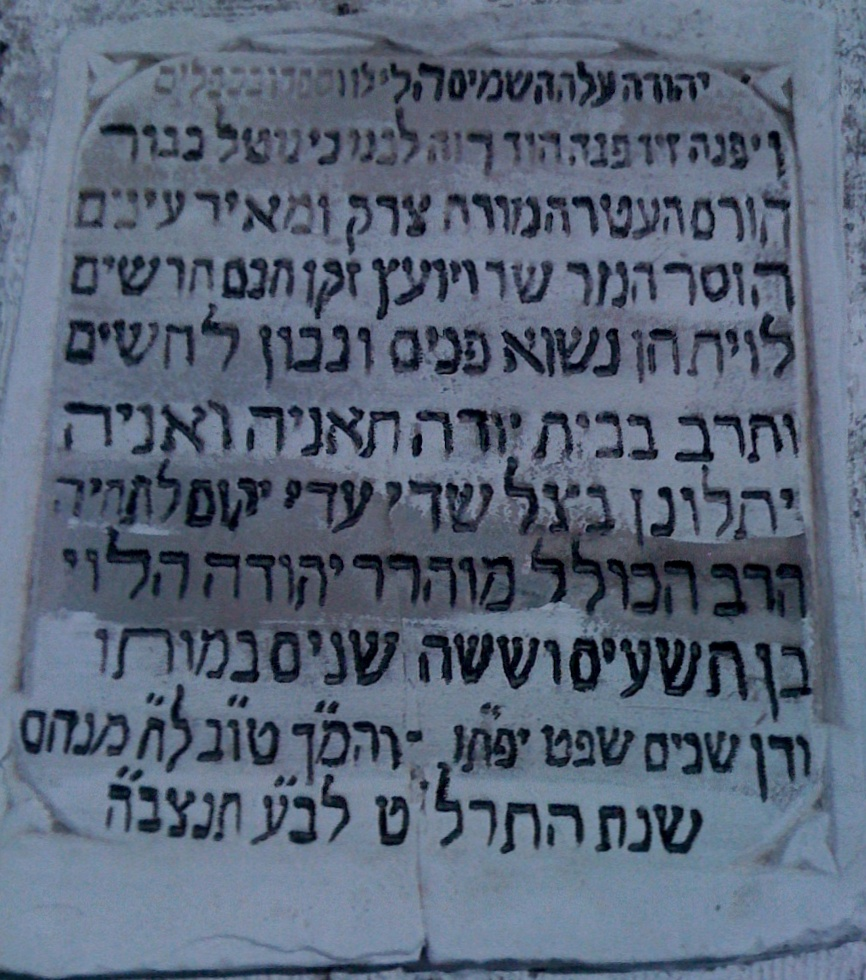
Photo de l'inscription sur la tombe

Yehouda Levy meurt le 6 août 1879 et est inhumé au cimetière juif de Jaffa qu'il avait contribué à établir.

## Famille
Le nom du père est connu : Menachem Levy (מנחם הלוי), comme le montre la signature de Yehouda (« יהודה בכמוהר"ר מנחם הלוי »). Selon une hypothèse l’ancêtre serait décédé à Jérusalem environ un an après l’arrivée de Yehouda en Terre d'Israël ; une autre hypothèse l’identifie au Menachem Levy « résident de Bozna » (תושב בוזנה) décédé le 5 décembre 1838 et enterré sur le mont des Oliviers à Jérusalem ; son épouse Rivka (רבקה הלוי) décéda quelques jours après lui (19 décembre 1838) et fut inhumée à ses côtés. Pendant ses années d'étude à Jérusalem Yehouda épouse Rosa ; ils ont quatre enfants.[réf. nécessaire]